# Breaking Bad/Staffel 2

## Handlung
Gonzo, ein anderer Handlanger Tucos, wird beim Versuch, die versteckte Leiche von No-Doze vom Schrottplatz zu holen, um ihr ein christliches Begräbnis zukommen zu lassen, von herabfallenden Autowrackteilen eingeklemmt, woraufhin er verblutet. Walter bekommt von seinem Schwager Hank am nächsten Tag per MMS ein Foto zugeschickt, auf dem nicht nur der totgeschlagene Handlanger, sondern auch der tote Gonzo zu sehen ist. Dies verleitet Walter angesichts der auf dem Foto nicht zum Ausdruck kommenden Todesumstände zu der falschen Annahme, Tuco habe Gonzo als Tatzeugen ebenfalls getötet. Aus Angst, die nächsten Opfer von Tuco zu werden, erwägen Walter und Jesse, diesem zuvorzukommen und ihn zu töten.
Auf der Flucht vor der DEA verschleppt Tuco Walter und Jesse auf ein abgelegenes Anwesen in der Wüste. Als die beiden erfahren, dass sie die Drogenherstellung für ihn in Mexiko fortsetzen sollen, unternehmen sie einen erfolglosen Versuch, Tuco mit Rizin zu vergiften: Tucos Onkel Hector Salamanca, der aufgrund eines Schlaganfalls zwar gelähmt und sprachunfähig ist, macht Tuco jedoch per Klingelzeichen auf die Bedrohung durch Walter und Jesse aufmerksam. Inzwischen hat Hank Jesses Auto orten lassen und gelangt so zu dem Anwesen. Während Tuco bei einem Schusswechsel mit Hank getötet wird, flüchten Walter und Jesse unbemerkt in die Wüste. Um seiner besorgten Familie sein Verschwinden zu erklären, läuft Walter nackt in einem Supermarkt umher und simuliert nach Einlieferung in ein Krankenhaus einen Gedächtnisverlust.
Jesse lässt sich währenddessen in einem Motel von der DEA verhaften. In einem Verhör gibt er an, das gesamte Wochenende mit der Prostituierten Wendy verbracht zu haben und nichts von Tuco oder dem Geld, das in seinem Auto gefunden wurde, zu wissen. Hank glaubt Jesse nicht, muss ihn jedoch laufen lassen, nachdem selbst Tucos Onkel offenbar nicht mit der DEA kooperieren möchte.
Jesse wird bei einem Treffen mit seinen über das Drogenlabor im Keller informierten Eltern und deren Anwalt gezwungen, das von ihm bewohnte Haus seiner verstorbenen Tante zu räumen. Nachdem Jesse einige Tage obdachlos war, mietet er eine kleine Doppelhaushälfte an und kommt dort seiner Nachbarin Jane Margolis näher.
Walter, der sich mittlerweile in der Drogenszene unter seinem Pseudonym Heisenberg ausgibt, hat sich durch die hohe Qualität des blauen Meths einen guten Ruf erarbeitet. Zudem haben Tucos Tod sowie der sogenannte Geldautomaten-Mord, den Jesse nicht begangen hat, scheinbar positive Auswirkungen auf das Geschäft von Walter und Jesse. Dadurch gelingt es, dass ihre Unterhändler Badger, Skinny Pete und Combo bei ihren Drogenverkäufen kaum Probleme bei den Bezahlungen bekommen und das Absatzgebiet vergrößert werden kann.
Skyler nimmt währenddessen ihren ehemaligen Job in der Buchhaltung bei ihrem alten Arbeitgeber Beneke Fabricators an. Hank wird in ein DEA-Büro in El Paso befördert, fühlt sich dabei jedoch unwohl, nachdem er die Taktiken der Texaner kennenlernt. Um von dem Informanten Tortuga Informationen zu erhalten, bestechen sie diesen mit einer neuen Küche und anderen Waren.
Bei einem späteren Einsatz wird der abgetrennte Kopf des Informanten auf einer Schildkröte in der Wüste gefunden. Hank muss sich übergeben und bleibt zurück. Das rettet ihm das Leben, als durch das Anheben des Kopfes ein an der Schildkröte befestigter Sprengsatz explodiert, wodurch ein Beamter der Einsatztruppe getötet und drei verletzt werden.
Badger wird beim Dealen verhaftet, woraufhin Walter und Jesse den zwielichtigen Strafverteidiger Saul Goodman beauftragen, um nicht selbst bei der DEA aufzufliegen. Der ehemalige Häftling Jimmy In-’N-Out, der Badgers Beschreibung von Heisenberg entspricht, lässt sich schließlich für einen Geldbetrag freiwillig an dessen Stelle verhaften. Walter und Jesse werden schließlich Saul Goodmans Klienten und lassen sich von diesem bei künftigen Drogengeschäften beraten.
Weil Walter befürchtet, dass sich sein gesundheitlicher Zustand zusehends verschlechtert hat, und er nur noch über wenige finanzielle Mittel verfügt, kocht er zusammen mit Jesse insgesamt über 40 Pfund Methamphetamin in der Wüste. Dabei gibt er Skyler vor, seine Mutter zu besuchen. Zuhause angekommen erfährt Walter von seinem Arzt, dass der Krebs rückläufig und sein Tumor um 80 Prozent geschrumpft sei, was für Erleichterung bei der Familie sorgt. Walter willigt trotz der hohen Kosten von 200.000 Dollar in eine Operation ein, bei der sein Tumor vollständig entfernt werden soll.
Combo wird währenddessen beim Dealen von einem kleinen Jungen auf offener Straße erschossen, woraufhin der Dealer Skinny Pete aussteigt. Saul arrangiert in einem Fast-Food-Restaurant ein Treffen mit dem „Los Pollos Hermanos“-Restaurantbesitzer Gustavo Fring, einem umsichtigen, sich bedeckt haltenden Geschäftsmann, der an Walters Produkt interessiert ist. Walter nimmt eine kurzfristige Gelegenheit wahr, um die komplette Ware auszuliefern, wobei er jedoch auch die Geburt seiner Tochter Holly verpasst. Walter Jr. hat währenddessen die Website SaveWalterWhite.com (deutsche Variante: RettetWalterWhite.com) erstellt, um medienwirksam Spenden für die Operation seines Vaters zu sammeln. Saul lässt Walters Geld mit der Hilfe eines ihm bekannten Computerhackers auf das PayPal-Konto seines Sohnes in Form von „reingewaschenen“ Spendengeldern fließen.
Jesse kommt mit Jane zusammen. Als Jane herausfindet, dass Jesse ein Drogendealer ist, bittet sie ihn aufzuhören. Jesse stimmt zu. Um Geld für ihr neues Leben zu bekommen, erpresst Jane Walter. Notgedrungen gibt Walter ihr den Anteil Jesses, den er aufgrund dessen Drogenprobleme zurückhalten wollte.
Jane wird von ihrem Vater Donald Margolis, der seine Tochter zu Treffen der anonymen Drogenabhängigen begleitet, zusammen mit Jesse beim Konsumieren von Heroin erwischt. Sie wird von ihm gezwungen, sich direkt am nächsten Morgen in Drogentherapie zu begeben. Jesse und Jane wollen daher am nächsten Morgen verreisen und mit dem Geld ein neues Leben anfangen. Zuvor setzen sich beide jedoch noch einen letzten Schuss Heroin. Jane stirbt noch in derselben Nacht, nachdem Walter sie beim Versuch, Jesse zu wecken, unbeabsichtigt auf den Rücken gedreht hat. Sie erstickt im Schlaf an ihrem eigenen Erbrochenen und Walter unterlässt es, ihr zu helfen.
Während Jesse eine Drogentherapie antritt, wird Walter operiert. Skyler hat mittlerweile unter anderem erfahren, dass Gretchen und Elliott Schwartz nichts zur Kostendeckung von Walters Therapie beigesteuert haben und Walter auch nicht bei seiner Mutter zu Besuch war. Donald Margolis, der Vater der verstorbenen Jane, verwechselt bei seiner Arbeit als Fluglotse in der Flugsicherungszentrale von Albuquerque ein Flugzeug, nennt es „Jane“ anstatt „Juliet“ und verschuldet somit die Kollision zweier Flugzeuge. Trümmerteile fallen vom Himmel, unter anderem landet ein pinkfarbener Teddybär (der in einigen Episoden der zweiten Staffel bereits im Vorspann zu sehen war) in Walters Pool.

## Besetzung

### Hauptbesetzung
| Rolle                          | Schauspieler   | Deutsche Synchronsprecher |
| ------------------------------ | -------------- | ------------------------- |
| Walter „Walt“ White/Heisenberg | Bryan Cranston | Joachim Tennstedt         |
| Jesse Pinkman                  | Aaron Paul     | Marcel Collé              |
| Skyler White                   | Anna Gunn      | Susanne von Medvey        |
| Walter White, Jr.              | RJ Mitte       | Nico Mamone               |
| Hank Schrader                  | Dean Norris    | Lutz Schnell              |
| Marie Schrader                 | Betsy Brandt   | Gundi Eberhard            |

### Neben- und Gastdarsteller
| Rolle                    | Schauspieler           | Deutsche Synchronsprecher |
| ------------------------ | ---------------------- | ------------------------- |
| Saul Goodman             | Bob Odenkirk           | Michael Pan               |
| Jane Margolis            | Krysten Ritter         | Anja Stadlober            |
| Brandon „Badger“ Mayhew  | Matt L. Jones          | Tim Sander                |
| Skinny Pete              | Charles Baker          | Tobias Kluckert           |
| Christian „Combo“ Ortega | Rodney Rush            | Olaf Reichmann            |
| Tuco Salamanca           | Raymond Cruz           | Tommy Morgenstern         |
| Steven Gomez             | Steven Michael Quezada | Sebastian Christoph Jacob |
| Gretchen Schwartz        | Jessica Hecht          | Susanne Schwab            |
| Ted Beneke               | Christopher Cousins    | Erich Räuker              |

## Episoden
Die Erstausstrahlung der zweiten Staffel war vom 8. März bis zum 31. Mai 2009 auf dem US-amerikanischen Fernsehsender AMC zu sehen. Die deutschsprachige Erstausstrahlung sendete der deutsche Pay-TV-Sender AXN vom 15. Oktober 2009 bis zum 21. Januar 2010. Die Free-TV-Premiere sendete der Schweizer Sender SF zwei vom 30. Mai 2010 bis zum 29. August 2010.
| Nr. (ges.) | Nr. (St.) | Deutscher Titel      | Originaltitel      | Erstausstrahlung USA | Deutschsprachige Erstausstrahlung (D) | Regie                 | Drehbuch                    | Zuschauer (USA) |
| --- | --------- | -------------------- | ------------------ | -------------------- | ------------------------------------- | --------------------- | --------------------------- | --------------- |
| 8 | 1         | Vorsichtsmaßnahmen   | Seven Thirty-Seven | 8. März 2009         | 15. Okt. 2009                         | Bryan Cranston        | J. Roberts                  | 1,662 Mio.      |
| Hank sichtet die Aufnahmen einer Sicherheitskamera, die einen Einbruch von Walter und Jesse zeigen. Als Tucos zweiter Gehilfe auch tot ist, fürchten die beiden Zeugen um ihr Leben. Hank gesteht Skyler, von Maries kleptomanischen Neigungen gewusst zu haben. |           |                      |                    |                      |                                       |                       |                             |                 |
| 9 | 2         | In der Falle         | Grilled            | 15. März 2009        | 22. Okt. 2009                         | Charles Haid          | George Mastras              | —               |
| Tuco entführt Walter und Jesse. Die beiden versuchen ihm zu entkommen, indem sie ihn vergiften. Währenddessen wird Walter zu Hause vermisst. Hanks Suche führt zu Tuco, den er erschießt. Walter und Jesse können daraufhin fliehen. |           |                      |                    |                      |                                       |                       |                             |                 |
| 10 | 3         | Gedächtnisschwund    | Bit by a Dead Bee  | 22. März 2009        | 29. Okt. 2009                         | Terry McDonough       | Peter Gould                 | 1,129 Mio.      |
| Um sein Verschwinden zu erklären, geht Walter nackt in ein Einkaufscenter und täuscht Gedächtnisschwund vor. Aus der Klinik, in die er daraufhin eingeliefert wurde, versucht Walter wieder entlassen zu werden. Skyler glaubt, dass Walter ein zweites Handy besitzt. Jesse verliert mit seinem Alibi sein gesamtes Geld. Dieses fehlt nun, um das mobile Drogenlabor, das Jesse vor der Polizei versteckt hat, auszulösen.                  |           |                      |                    |                      |                                       |                       |                             |                 |
| 11 | 4         | Ganz unten           | Down               | 29. März 2009        | 5. Nov. 2009                          | John Dahl             | Sam Catlin                  | 1,294 Mio.      |
| Walter gelingt es nicht, Skyler von seinen Lügengeschichten zu überzeugen. Jesse wird von seinen Eltern aufgrund des Drogenlabors im Keller gezwungen, sein Haus zu verlassen. Da er immer noch kein Geld hat, holt er sich das Wohnmobil, ohne zu bezahlen. |           |                      |                    |                      |                                       |                       |                             |                 |
| 12 | 5         | Bruchschäden         | Breakage           | 5. Apr. 2009         | 12. Nov. 2009                         | Johan Renck           | Moira Walley-Beckett        | 1,213 Mio.      |
| Hank wird befördert. Jesse willigt ein, wieder mit Walter, der für Arztrechnungen Geld braucht, zusammenzuarbeiten. Dafür baut Jesse ein Vertriebsnetz mit Dealern für das Meth auf. Jesse zieht in eine neue Wohnung neben Jane. Skinny wird beraubt. |           |                      |                    |                      |                                       |                       |                             |                 |
| 13 | 6         | Kuckuck              | Peekaboo           | 12. Apr. 2009        | 19. Nov. 2009                         | Peter Medak           | J. Roberts & Vince Gilligan | 1,407 Mio.      |
| Um sich Respekt zu verschaffen, stattet Jesse dem Pärchen, das Skinny beraubt hat, einen unangemeldeten Besuch ab. Dort bekommt er schließlich auf Umwegen sein Geld zurück und erlebt unfreiwillig einen Mord. Gretchen erfährt, dass Walter Skyler belogen hat. |           |                      |                    |                      |                                       |                       |                             |                 |
| 14 | 7         | Negro y Azul         | Negro y Azul       | 19. Apr. 2009        | 26. Nov. 2009                         | Félix Enríquez Alcalá | John Shiban                 | —               |
| Jesse hat zu nichts mehr Lust. Walter will erst alleine weiter machen, doch dann versucht er den traumatisierten Jesse aufzurichten. Skyler holt sich einen neuen Job – und einen Verehrer. Hank stößt in Texas auf Ablehnung und gerät in einen Hinterhalt. |           |                      |                    |                      |                                       |                       |                             |                 |
| 15 | 8         | Beauftragen Sie Saul | Better Call Saul   | 26. Apr. 2009        | 3. Dez. 2009                          | Terry McDonough       | Peter Gould                 | 1,035 Mio.      |
| Hank ist traumatisiert. Badger wird von einem verdeckten Ermittler verhaftet, woraufhin Walter für ihn den abgebrühten Anwalt Saul Goodman engagiert. Dieser rät jedoch, Heisenberg zu belasten, wovon ihn Walter und Jesse erfolglos durch Bestechung wie auch Einschüchterung abzuhalten versuchen. Letztendlich wird Saul der Anwalt von Walter und Jesse und ein Berufs-Strafgefangener geht als vermeintlicher Heisenberg ins Gefängnis. |           |                      |                    |                      |                                       |                       |                             |                 |
| 16 | 9         | 4 Tage Auszeit       | 4 Days Out         | 3. Mai 2009          | 10. Dez. 2009                         | Michelle MacLaren     | Sam Catlin                  | —               |
| Walter denkt, dass er nicht mehr lange zu leben hat. Sein Geld geht zur Neige. Also lügt er Skyler an und fährt mit Jesse, der eigentlich Zeit mit Jane verbringen wollte, in die Wüste, um pfundweise Meth zu kochen. Dann gibt es Probleme mit der Batterie des Wohnmobils. Walter erfährt, dass der Tumor in seiner Lunge um 80 % geschrumpft ist. Jedoch bedeutet die Remission nicht die Heilung.                                        |           |                      |                    |                      |                                       |                       |                             |                 |
| 17 | 10        | Schluss              | Over               | 10. Mai 2009         | 17. Dez. 2009                         | Phil Abraham          | Moira Walley-Beckett        | —               |
| Walter kommt mit seiner Genesung nicht zurecht, also heimwerkelt er den ganzen Tag. Eine Party zu seiner Besserung endet im Streit, da Walter wie verwandelt ist. Deshalb möchte er das vorhandene Meth verkaufen und dann mit der Drogenproduktion aufhören. |           |                      |                    |                      |                                       |                       |                             |                 |
| 18 | 11        | Mandala              | Mandala            | 17. Mai 2009         | 7. Jan. 2010                          | Adam Bernstein        | George Mastras              | —               |
| Combo wird erschossen. Auf Anraten Sauls will Walter sich mit einem neuen Handelspartner treffen. Als nach mehreren Problemen der Drogendeal für fast 40 Pfund Meth laufen soll, setzen Skylers Wehen ein und Jesse und Jane sind high von Heroin. |           |                      |                    |                      |                                       |                       |                             |                 |
| 19 | 12        | Phoenix              | Phoenix            | 24. Mai 2009         | 14. Jan. 2010                         | Colin Bucksey         | John Shiban                 | —               |
| Walter verpasst Hollys Geburt aufgrund des erfolgreichen Drogendeals. Das Geld wäscht er über die Spendenwebsite seines Sohnes rein. Jane erpresst Walter, damit Jesse an seinen Anteil kommt, den Walter wegen seines Drogenkonsums verwahren wollte. Jane stirbt nach dem Drogenkonsum an Erbrochenem während Walter tatenlos zusieht. |           |                      |                    |                      |                                       |                       |                             |                 |
| 20 | 13        | Krisen               | ABQ                | 31. Mai 2009         | 21. Jan. 2010                         | Adam Bernstein        | Vince Gilligan              | 1,5 Mio.        |
| Walter ist besorgt um Jesse, der sich nach Janes Tod Vorwürfe macht. Skyler verlässt Walter, weil er sie angelogen hat. Zwei Flugzeuge kollidieren über Albuquerque aufgrund eines Fehlers von Janes traumatisiertem Vater. |           |                      |                    |                      |                                       |                       |                             |                 |

## Rezeption

### Auszeichnungen
Emmyverleihung
- 2009: Emmy – Outstanding Lead Actor in a Drama Series – Bryan Cranston
- 2009: Emmy – Outstanding Single-Camera Picture Editing for a Drama Series – „ABQ“, Lynne Willingham

Television Critics Association Awards
- 2009: TCA Award – Best Individual Achievement in Drama – Bryan Cranston

Satellite Awards
- 2009: Satellite Award – Best Actor in a Drama Series – Bryan Cranston
- 2009: Satellite Award – Best Television Series, Drama – Breaking Bad

ACE Eddie Awards
- 2010: Eddie Award – Best Edited One-Hour Series for Commercial Television – „ABQ“, Lynne Willingham

Sonstiges
- 2009: Peabody Award – Breaking Bad
- 2010: Prism Award – Best Drama Series Multi-Episodes Storyline – Season 2

### Kritiken
Bei Metacritic hat die zweite Staffel einen Metascore von 85 und einen User Score von 9,4.

„Walter White erinnert ein wenig an Figuren wie Kleists Michael Kohlhaas oder an den Woyzeck von Georg Büchner, ein Arbeiter, der von den Herrschenden und den Mitmenschen so lange ausgebeutet und hintergangen wird, bis er seinen Wendepunkt erreicht. Die Drogenkarriere von Walter White ist in gleichen Teilen motiviert von der Midlife-Crisis und der amerikanischen Wirtschafts- und Systemkrise.“

## Trivia
1986 stürzte Aeroméxico-Flug 498 über Los Angeles ab. Genau wie bei dem in der letzten Episode beschriebenen Unglück kollidierte das Flugzeug dabei mit einer kleineren Maschine und die Verantwortung für das Unglück wurde dem Fluglotsen zugesprochen. Der diensthabende Fluglotse in Los Angeles hieß Walter White.
Bei der Beschreibung der Wirkung von Rizin bezieht sich Walter White auf das sogenannte Regenschirmattentat an einem bulgarischen Dissidenten. Aufgrund der Symptome wurde vermutet, dass der Attentäter Rizin verwendete.